# Gemeentebelangen
Gemeentebelangen (GB) is een vaak gebruikte naam in Nederland en België voor een lokale politieke partij die soms bestaat uit een coalitie van verschillende partijen en/of onafhankelijke politici. Een andere veelvoorkomende naam in België is lijst van de burgemeester (LB of LVB).

## Nederland
In Nederland is Gemeentebelangen een veelgebruikte naam voor een lokale politieke partij. Gemeenten waar een partij met de naam 'Gemeentebelangen' actief is of was:
- Gemeentebelangen Aa en Hunze[1]
- GemeenteBelangen (Aalten)[2]
- Gemeentebelangen Achtkarspelen[3]
- Gemeentebelangen Apeldoorn[4]
- Gemeentebelangen Berkelland[5]
- Gemeentebelangen Best[6]
- Gemeentebelangen Beverwijk[7]
- Gemeentebelangen Borger-Odoorn[8]
- Gemeentebelangen Dalfsen[9]
- Gemeentebelangen Dantumadiel[10]
- Gemeentebelang Deventer[11]
- Gemeentebelangen Drechterland[12]
- Gemeentebelangen Ede
- Gemeentebelangen Eemsdelta[13]
- Gemeentebelang Gilze en Rijen[14]
- Gemeentebelangen Gouda[15]
- Gemeentebelangen Groen Soest[16]
- GemeenteBelangen Het Hogeland[17]
- Gemeentebelangen Hoogeveen[18]
- Gemeentebelangen Katwijk[19]
- Gemeentebelangen Koggenland[20]
- Gemeentebelangen Leidschendam-Voorburg[21]
- Gemeentebelangen Loon op Zand[22]
- Gemeentebelangen Medemblik[23]
- Gemeentebelangen Midden-Groningen[24]
- Gemeentebelangen Noardeast-Fryslân[25]
- Gemeentebelangen Oisterwijk[26]
- Gemeentebelangen Overbetuwe[27]
- Gemeentebelangen Pijnacker-Nootdorp[28]
- Gemeentebelangen Purmerend[29]
- Gemeentebelangen Raalte[30]
- Gemeentebelangen Staphorst[31]
- Gemeentebelangen Scherpenzeel[32]
- Gemeentebelangen Twenterand[33]
- Gemeentebelangen Uithoorn-de Kwakel
- GemeenteBelangen Veendam[34]
- Gemeentebelangen Veldhoven[35]
- Gemeentebelangen Waadhoeke[36]
- Gemeentebelang Westland[37]
- Gemeentebelangen Zevenhuizen Z-H 1982-1990
- Gemeentebelangen Zevenhuizen-Moerkapelle Z-H 1991-2010
- Gemeentebelangen Zuidplas Z-H 2010 - 2014

## België
In Vlaanderen komt Gemeentebelangen (GB) voor, in Wallonië als Intérêts communaux (IC). In de taalgrensgemeenten en faciliteitengemeenten komt de naam vaak voor als GB-IC. In het Brussels Hoofdstedelijk Gewest komt Gemeentebelangen zelden voor, maar wel de naam 'lijst van de burgemeester/liste du bourgmestre' (LB).

### Vlaanderen
- Gemeentebelangen Aarschot
- Gemeentebelangen Alveringem
- Gemeentebelangen Borsbeek
- Gemeentebelangen Herentals
- Gemeentebelangen Heuvelland
- Gemeentebelangen Kluisbergen
- Gemeentebelangen Knokke-Heist[38]
- Gemeentebelangen Ravels
- Gemeentebelangen Sint-Pieters-Leeuw
- Gemeentebelangen Stekene
- GB-IC Herstappe (de enige lijst bij de verkiezingen van 2012).